# Danville (Kansas)
Danville – miasto w Stanach Zjednoczonych, w stanie Kansas, w hrabstwie Harper.